# Umbrina ronchus
Umbrina ronchus es una especie de pez perciforme de la familia Sciaenidae. Habita en los océanos Atlántico Oriental e Índico Occidental, el oeste de mar Mediterráneo occidental, las costas de Gibraltar y la costa este de África hasta el golfo Pérsico.

## Historia natural
Es una especie costeras y habita los fondos rocosos y arenosos a profundidades de entre 20 y 200 m de profundidad. Juveniles se encuentran también en áreas litorales de poca profundidad hasta menos que 2m. Se alimenta de camarones, gusanos y otros invertebrados que viven en el lecho marino.

## Morfología
Los machos miden comúnmente 50 cm de longitud total aunque hay pueden llegar a alcanzar 100c m.